# Tik Tebing
Tik Tebing is een bestuurslaag in het regentschap Lebong van de provincie Bengkulu, Indonesië. Tik Tebing telt 668 inwoners (volkstelling 2010).